# Seaport Marina IJmuiden
Marina Seaport IJmuiden is de zeejachthaven van IJmuiden en ligt in het recreatiegebied IJmuiden aan Zee. Op 7 april 1993 werd begonnen met de aanleg, de feestelijke opening vond plaats op 3 juni 1994.
De jachthaven ligt buiten de sluizen, aan de monding van het Noordzeekanaal. Daardoor kunnen schepen zonder geschut te worden de haven in- en uitvaren van en naar de Noordzee. De Hiswa te Water werd tot 2011 elk jaar in september in de Marina Seaport IJmuiden gehouden. Vanaf 2012 vindt deze plaats bij de NDSM-werf in Amsterdam. De Marina is ontwikkeld door Willem Smit en René Coltof en later overgenomen door de in 2004 vermoorde Amsterdamse vastgoedhandelaar Willem Endstra.

## Bouw
De Seaport Marina is een van de weinige 'zoute' jachthavens in Nederland, en samen met Scheveningen de enige haven die direct aan zee ligt tussen de Schelde-delta en Den Helder. De haven en het gehele recreatie-complex rond de haven is gebouwd binnen/aan de zuidelijke arm van de oude (binnen) pier van IJmuiden. Er werd een strand aangelegd op de plek waar de oude pier het land raakt en iets verder naar zee. Achter de voormalige zuidelijke pier ligt land: voor de haven is een groot deel hiervan uitgegraven en toen dat gereed was werd de oude pier doorbroken: dit is tegenwoordig de ingang van de haven.